# Boven Pekela
Boven Pekela est un village qui fait partie de la commune de Pekela dans la province néerlandaise de Groningue.